# Nikolaj Pučkov
Nikolaj Pučkov (rusky:Николай Георгиевич Пучков) (30. ledna 1930, Moskva – 9. srpna 2005, Petrohrad) byl sovětský reprezentační hokejový brankář. Je členem Ruské a sovětské hokejové síně slávy (členem od roku 1954).
S reprezentací Sovětského svazu získal jednu zlatou olympijskou medaili (1956) a dále jednu bronzovou medaili (1960). Dále je držitelem jednoho zlata (1954) a čtyři stříbra (1955, 1957, 1958 a 1959) z MS.